# Arthur Lanigan-O'Keeffe
Arthur Lanigan-O'Keeffe (Dublin, 13 de setembro de 1991) é um pentatleta irlandês. 

## Carreira
Lanigan-O'Keeffe representou seu país nos Jogos Olímpicos de Verão de 2016, terminando na oitava colocação.